# Société Nationale des Constructions Aéronautiques du Sud-Est - SNCASE
SNCASE (acrónimo de Société Nationale des Constructions Aéronautiques du Sud-Est) también conocida como Sud Est fue un fabricante aeronáutico francés. La sociedad se creó el 1 de febrero de 1937, tras la fusión de plantas de fabricación de las firmas constructoras de aeroplanos Lioré et Olivier, Potez , CAMS, Romano y SPCA a raíz de su nacionalización en 1936 por el gobierno del Frente Popular.
A finales de 1940, SNCASE absorbió la Société Nationale des Constructions Aéronautiques du Midi'' - SNCAM, con sede en Toulouse. Durante la restructuración de la industria aeronáutica nacionalizada durante la década de 1950, SNCASE se fusionó con SNCASO para formar Sud Aviation el 1 de marzo de 1957, que a su vez se fusionó más tarde en Aérospatiale y, finalmente, en el grupo EADS. 

## Historia
Tras la resolución de la huelga general de la industria pesada francesa de mayo de 1936, el gobierno de Leon Blum introdujo una ley para nacionalizar la industria de guerra francesa. Entre los motivos a considerar se constató que a mediados de la década de 1930, mientras Alemania había iniciado en 1933 su rearme, Francia había ido quedándose rezagada. Su aviación militar no puede competir en concepción ni tecnológicamente con la recién nacida Luftwaffe. En Francia se había iniciado una política de prototipos, aunque, por lo general, los modelos producidos no cumplían con las ambiciosas especificaciones emitidas por el Service technique de l'aéronautique o no conseguían producirse en serie con la suficiente rapidez. Tanto es así, que algunos modelos ya estaban obsoletos al entrar en servicio.
Cuando el Frente Popular francés llegó al poder en mayo de 1936, su gobierno decidió nacionalizar dos tercios de la industria aeronáutica para compensar la falta de productividad de los fabricantes de la época y racionalizar la producción. Así, por la ley de nacionalización de 11 de agosto de 1936, el gobierno francés reúne las fábricas y las oficinas de diseño de varias empresas privadas dentro de seis sociedades mixtas estatales según su ubicación geográfica (SNCASO, SNCASE, SNCAC, SNCAN, SNCAO y SNCAM)· y una de motores de aviación (SNCM - Lorraine-Dietrich ). Creadas con el estatuto de sociedades anónimas de economía mixta en las que el estado posee las dos terceras partes de las acciones, son administradas por un consejo de administración cuyos miembros son designados por el gobierno y cuyo presidente es el ex director general de la Société Aéronautique Loire-Nieuport, Henri de l'Escaille..
SNCASE incorporó las instalaciones de Aéroplanes Henry Potez  en Berre-l'Étang , Chantiers Aéro-Maritimes de la Seine - CAMS en Vitrolles , Chantiers aéronavals Étienne Romano - CAER en Cannes, Société Provençale de Constructions Aéronautiques - SPCA en Marsella y Lioré et Olivier en Argenteuil y Marignane . SNCASE se convirtió en la mayor de las sociedades establecidas, con 225000 m² de espacio en seis fábricas y 2550 empleados, de los que 1700 de la fuerza laboral procedían de Lioré et Olivier, junto con el 90% de los contratos de fabricación vigentes en ese momento.
A finales de 1940, ya bajo el gobierno de la Francia de Vichy, SNCASE absorbió la Société Nationale des Constructions Aéronautiques du Midi - SNCAM, con sede en Toulouse ; estas eran las antiguas instalaciones de la compañía Société française aéronautique (Avions Dewoitine) - SAF. Durante la racionalización de la industria aeronáutica nacionalizada durante la década de 1950, SNCASE se fusionó con SNCASO para formar Sud Aviation el 1 de marzo de 1957, que a su vez se fusionó más tarde en Aérospatiale y, finalmente, en el consorcio europeo EADS.

## Cronología
- 1937 - En respuesta a una especificación del Ministerio del Aire francés en 1936, solicitando diseños para un hidrocanoa transatlántico de pasaje y correo destinado a ser operado por Air France con un alcance de 6000 km y capacidad para 20 pasajeros y 500 kg de carga que permitiera la apertura de una línea sobre el Atlántico Norte sin escalas, comienzan los trabajos de desarrollo del SNCASE SE.200, que sin embargo, hasta 1942 no realizó su primer vuelo.
- 1942 - Se confió a SNCASE el desarrollo y la producción en serie del avión de transporte cuatrimotor Bloch MB.161, más tarde designado SNCASE SE.161 Languedoc , que sería el avión de pasaje francés más grande de la época.
- 1948 -  A partir de esta experiencia, se construyó un cuatrimotor mucho más avanzado; se trataba del SE.2010 Armagnac , cuyo primer vuelo tuvo lugar el 2 de abril de 1949. Capaz de transportar a más de 150 pasajeros a lo largo de 5000 km, estaba equipado con cuatro motores Pratt & Whitney R-4360 Wasp Major de 3500 hp; de él solo se fabricarán nueve ejemplares.

La sociedad también desarrolló hidroaviones y aviones militares que permanecieron en la etapa de prototipo:
- SE.2410 Grognard un cazabombardero bimotor superpuesto que hizo su primer vuelo el 30 de abril de 1950
- SE.5000 Baroudeur cazabombardero de despegue y aterrizaje sobre patines desde terreno no preparado (1953)
- SE.212 Durandal caza de ala delta (1956)
- SE.700 Autogiro de transporte y enlace (1945)

A finales de la década, SNCASE fue responsable del desarrollo y construcción de dos aviones de combate:
- SNCASE SE-535 Mistral versión fabricada con licencia del de Havilland DH.100 Vampire
- SNCASE SE-204 Aquilon versión con licencia del [de Havilland Sea Venom

Fue en la SNCASE donde se diseñó y construyó el primer birreactor comercial francés, el Sud Aviation SE 210 Caravelle , que realizó su primer vuelo en mayo de 1955. 
En la década de 1950, la SNCASE trabajó en prototipos de misiles tierra-aire con propulsión química y estatorreactores , en particular cinco modelos que se destacaron:
- SE 4100  uno de los primeros misiles franceses de posguerra
- SE 4200  uno de los primeros estatorreactores operativos[5]
- SE 4300  supera la altitud de 20000 m y varias veces la velocidad del sonido
- SE 4400  poseedor, todavía hoy, del récord de altitud para una máquina aeróbica (67 km)[5]
- SE 1920  un vagón lanzacohetes sobre raíl que batió el récord de velocidad ferroviaria al alcanzar una velocidad de 328 km/h.

La sociedad también participó en el estudio y construcción de helicópteros. Fue el SE.3000 (copia del helicóptero alemán Focke-Achgelis FA 223 Drache asistido por personal alemán de la firma Focke), cuyo primer ejemplar voló en 1948, el que dio el primer impulso, para luego desarrollar la serie SE.3100 que fue el inicio de una larga serie. El SE.3120 Alouette fue el primer helicóptero de la futura serie Alouette y el SE.3200 Frelon el primero de la línea de futuros helicópteros pesados Aérospatiale SA321 Super Frelon .

## Producción
Secuencia temprana de tres dígitos
- SNCASE SE.161 Languedoc (1939)
- SNCASE SE.200 Anfitrite (1942)
- SNCASE SE-400 (1939)
- SNCASE SE-700 y 700A

Secuencia de modelo de cuatro dígitos
- SNCASE SE-1010 (1948)
- SNCASE SE-1210 (1948)
- SNCASE SE-2010 Armañac (1949)
- SNCASE SE-2100 (1945)
- SNCASE SE-2300  (1945)
- SNCASE SE-2410 Grognard (1950)
- SNCASE SE-5000 y 5003 Baroudeur (1953)

Helicópteros (secuencia de designación de la serie 3000)
- SNCASE SE-3000 (desarrollo de Focke-Achgelis Fa 223) (1948)
- SNCASE SE-3101 (1948)
- SNCASE SE-3110 (1950)
- SNCASE SE.3120 Alouette (1951)
- SNCASE SE-3130 Alouette II (1955)
- SNCASE SE-3131 Gouverneur (1955)
- SNCASE SE-3150 Lama (1969)
- SNCASE SE-3160 Alouette III (1959)
- SNCASE SE-3200 Frelón (1959)

Secuencia de designación tardía de tres dígitos
- SNCASE SE-116 y 117 Voltigeur (1958)
- SNCASE SE.210 Caravelle (1955)
- SNCASE SE.212 Durandal (1956)

Diseños construidos bajo licencia 
- SNCASE SE-535 Mistral / (de Havilland DH.100 Vampire) (1950)
- SNCASE Aquilon / (de Havilland Sea Venom) (1952)